# جيمس فريتاس
جيمس فريتاس هو مدرب كرة قدم برازيلي، ولد في 16 أغسطس 1968 في ساو لورينسو دو سول في البرازيل.